# رابین هود (فیلم ۱۹۲۲)
رابین هود (انگلیسی: Robin Hood) فیلمی به کارگردانی آلن دوان است که در سال ۱۹۲۲ منتشر شد. اولین فیلمی است که تا به‌حال در هالیوود اکران عمومی داشته است و آن در ۱۸ اکتبر ۱۹۲۲ در Grauman's Egyptian Theatre برگزار شد.

## بازیگران
- داگلاس فربنکس
- والاس بیری
- آلن هِیل
- ویلارد لوئیس
- رابرت فلری
- چارلز ری
- آن دران
- بیلی بنت
- دیل فولر
- دیوید شارپ
- باد گیری